# اریک ویلیس
اریک ویلیس (انگلیسی: Errick Willis; ۲۱ مارس ۱۸۹۶ – ۹ ژانویهٔ ۱۹۶۷) وکیل، ورزشکار کرلینگ، سیاستمدار، و کشاورز اهل کانادا بود.